# Joan D. Vinge
Joan D. Vinge, all'anagrafe Joan Carol Dennison (Baltimora, 2 aprile 1948), è un'autrice di fantascienza statunitense.
È conosciuta principalmente per il suo romanzo La regina delle nevi (The Snow Queen), vincitore del Premio Hugo 1981.
Vinge inizialmente studiava arte al college anche se poi ha cambiato per dedicarsi all'antropologia. Ha ricevuto un B. A. degree dalla San Diego State University nel 1971. 
Ha esordito con la novella Tin Soldier nel 1974.
Vinge è stata sposata due volte: la prima con il famoso autore di fantascienza Vernor Vinge, e successivamente con James Frenkel, un editore di libri sempre di fantascienza. Vinge e Frenkel hanno due figli.

## Opere
Per ogni testo si indica la prima edizione nell'originale inglese e l'eventuale prima traduzione in lingua italiana. Le serie di romanzi o racconti interconnessi sono elencate cronologicamente, in base alla data di pubblicazione del primo episodio di ogni ciclo.

### Cronache del Paradiso (Heaven Chronicles)
1. La cintura del paradiso (The Outcasts of Heaven's Belt), serializzato in tre puntate in Analog Science Fiction/Science Fact febbraio, marzo e aprile 1978; prima edizione in volume Signet / New American Library, 1978. Trad. Maurizio Nati, Cosmo. Collana di Fantascienza 117, Editrice Nord, 1981.
2. Legacy, nel volume doppio Legacy / The Janus Equation, Binary Star 4, Dell Publishing, 1980. Fix-up di due novelle già apparse su rivista:
  - Media Man, Analog Science Fiction/Science Fact ottobre 1976.
  - Fool's Gold, Galileo gennaio 1980.

La dilogia è stata riunita nel volume omnibus Heaven Chronicles, Warner Books, 1991.

### La Regina delle Nevi (Snow Queen)
1. La regina delle nevi (The Snow Queen), Quantum Science Fiction, The Dial Press, 1980. Trad. Giuseppe Lippi, Altri Mondi 4, Arnoldo Mondadori Editore, 1986.
2. World's End, Bluejay Books, 1984.
3. The Summer Queen, Warner Books, 1991.

Alla trilogia principale si lega un romanzo spin-off autonomo:
- Tangled Up In Blue, Tor Books, 2000.

### Cat il telepate
1. Psion, prima edizione censurata per Delacorte Press, 1982; prima riedizione integrale per Warner Books, 1996.
2. Catspaw, Warner Books, 1988.
3. Dreamfall, Warner Books, 1996.

Alla trilogia principale si lega una novella spin-off autoconclusiva:
- Psiren, nell'antologia New Voices 4: The John W. Campbell Award Nominees, a cura di George R. R. Martin, Berkley Books, 1981.

### Tarzan
Vinge ha composto una riduzione destinata all'infanzia di un romanzo della saga di Tarzan, creata da Edgar Rice Burroughs.
- Tarzan, King of the Apes, Random House, 1983. Riduzione di Tarzan delle Scimmie.

### Novellizzazioni
Vinge ha adattato in prosa numerosi film di genere fantasy e fantascientifico, sia a soggetto originale sia tratti da una proprietà letteraria preesistente.
- Star Wars: Return of the Jedi –The Storybook Based on the Movie, Scholastic, 1983. Basato su Il ritorno dello Jedi.
- The Dune Storybook, G. P. Putnam's Sons, 1984. Basato su Dune.
- Return to Oz, Del Rey / Ballantine, 1985. Basato su Nel fantastico mondo di Oz .
- Ladyhawke, Piccolo, 1985. Basato su Ladyhawke.
- Mad Max Beyond Thunderdome, Star, 1985. Basato su Mad Max oltre la sfera del suono.
- Santa Claus: The Movie, Storybook, Grosset & Dunlap, 1985. Basato su La storia di Babbo Natale - Santa Claus.
- Willow, Random House, 1988. Basato su Willow.
- Lost in Space, HarperPrism, 1998. Basato su Lost in Space - Perduti nello spazio.
- Cowboys & Aliens, Tor Books, 2011. Basato su Cowboys & Aliens.
- 47 Ronin, Tor Books, 2013. Basato su 47 Ronin.

### Novelle autoconclusive
- Tin Soldier, nell'antologia Orbit 14, a cura di Damon Knight, Harper & Row, 1974.
- Mother and Child, nell'antologia Orbit 16, a cura di Damon Knight, Harper & Row, 1975.
- The Crystal Ship, nell'antologia The Crystal Ship, a cura di Robert Silverberg, Thomas Nelson, 1976.
- Nave incendiaria (Fireship), Analog Science Fiction/Science Fact dicembre 1978. Trad. Roberta Rambelli nell'antologia Robotica, a cura di Sandro Pergameno, Grandi Opere Nord 6, Editrice Nord, 1980.

### Raccolte di narrativa breve

#### Raccolte curate dall'autrice
- Fireship, Dell Publishing, 1978. Volume doppio comprendente le novelle Nave incendiaria (Fireship) e Mother and Child.
- Eyes of Amber and Other Stories, Signet / New American Library, 1979. Comprende le tre novelle Media Man (afferente alle Cronache del Paradiso), The Crystal Ship e Tin Soldier e tre racconti, con commenti dell'autrice e un'introduzione di Ben Bova.
- Joan D. Vinge Omnibus, Sidgwick & Jackson, 1983. Volume doppio comprendente la raccolta di novelle Fireship e il romanzo La cintura del paradiso afferente al ciclo della Cintura del Paradiso.
- Phoenix in the Ashes, A Bluejay International Edition, Bluejay Books, 1985. Comprende le due novelle Psiren (afferente al ciclo di Cat il telepate) e Mother and Child e quattro racconti, con commenti dell'autrice e illustrazioni di Susan Collins.

#### Raccolte per il mercato italiano
- Occhi d'ambra e altre storie, Cosmo. Collana di Fantascienza 315, Editrice Nord, 2001. Comprende la novella Nave incendiaria e due racconti.